# Tempo Records (Vereinigtes Königreich)

Tempo-78er von Humphrey Lyttelton: Tailgate (1948)

Tempo Records war ein britisches Jazz-Plattenlabel, das 1946 gegründet wurde.
Das Plattenlabel Tempo Records gehörte mit dem kurz zuvor gegründeten Label Esquire zu den  bedeutendsten Plattenfirmen des englischen Nachkriegsjazz. Nachdem es 1946 gegründet worden war und zunächst mit Aufnahmen des Traditional Jazz u. a. von Humphrey Lyttelton auf dem Markt vertreten war, kam das bislang unabhängige Label im Besitz der britischen Decca und veröffentlichte in der zweiten Hälfte der 1950er Jahre – beginnend mit dem 25-cm-Album Meet Don Rendell 1955 – eine Reihe von Alben des modernen britischen Jazz. Decca betrieb das Label bis 1960; in dieser Zeit entstanden um die 40 Langspielplatten, davon 10 im 25-cm-Format und auch eine Anzahl von hundert EPs. Bei Tempo erschienen Aufnahmen u. a. von Dave Carey, Jimmy Deuchar, Victor Feldman, Tubby Hayes, Betty Smith, Alexis Korner, Dizzy Reece, Ronnie Scott und Eddie Thompson.